# Europese weg 71
De Europese Weg 71 of E71 is een Europese weg die loopt van Košice in Slowakije naar Split in Kroatië.

## Algemeen
De Europese weg 71 is een Klasse A Noord-Zuid-verbindingsweg en verbindt het Slowaakse Košice met het Kroatische Split en komt hiermee op een afstand van ongeveer 970 kilometer. De route is door de UNECE als volgt vastgelegd: Košice - Miskolc - Boedapest - Balatonaliga - Nagykanizsa - Zagreb - Karlovac - Knin - Split.